# Torre de Cristal
A Torre de Cristal é um dos quatro arranha-céus que formam o Cuatro Torres Business Area, o maior centro financeiro da cidade de Madrid, na Espanha. O Edifício foi concluído em 2007, contém 249 metros (817 pés) de altura e 50 andares.